# Вондрожі-Великі (гміна)
Гміна Вондроже-Вельке (пол. Gmina Wądroże Wielkie) — сільська гміна у південно-західній Польщі. Належить до Яворського повіту Нижньосілезького воєводства.
Станом на 31 грудня 2011 у гміні проживало 4106 осіб.

## Площа
Згідно з даними за 2007 рік площа гміни становила 89.15 км², у тому числі:
- орні землі: 80.00%
- ліси: 4.00%

Таким чином, площа гміни становить 15.34% площі повіту.

## Населення
Станом на 31 грудня 2011:
| Опис     | Загалом | Загалом | Чоловіки | Чоловіки | Жінки | Жінки |
| -------- | ------- | ------- | -------- | -------- | ----- | ----- |
| одиниця  | осіб    | %       | осіб     | %        | осіб  | %     |
| все      | 4106    | 100     | 2065     | 50.29    | 2041  | 49.71 |
| міське   | 0       | 100     | 0        |          | 0     |       |
| сільське | 4106    | 100     | 2065     | 50.29    | 2041  | 49.71 |

## Сусідні гміни
Гміна Вондроже-Вельке межує з такими гмінами: Леґницьке Поле, Мальчице, Мшцивоюв, Руя, Шрода-Шльонська, Уданін.